# Janusz Narzyński
Janusz Narzyński (* 14. März 1928 in Warschau; † 14. März 2020 ebenda) war ein polnischer evangelisch-lutherischer Theologe, Bischof der Evangelisch-Augsburgischen Kirche von Polen und Ökumeniker.

## Leben und Wirken
Narzyński studierte nach Erlangung seiner Hochschulreife evangelische Theologie und wurde zum Pfarrer ordiniert. Nachdem er einige Jahre als Gemeindepfarrer tätig gewesen war, wurde er von der Synode seiner Kirche 1975 zum Bischof gewählt. Dieses Amt hatte er inne, bis er 1991 in den Ruhestand trat. Bereits in den 1950er Jahren – noch als Gemeindepfarrer –  setzte er sich für die seelsorgerliche Betreuung auch der in Polen lebenden Deutschen ein und organisierte die Abhaltung von Gottesdiensten in deutscher Sprache. In seiner Ehefrau Barbara, die die Polnische Bibelgesellschaft leitete und im Zentrum von Warschau eine evangelische Buchhandlung führte, hatte er eine tatkräftige Partnerin.
Narzyński setzte sich für die ökumenische Zusammenarbeit der polnischen Lutheraner mit den lutherischen Kirchen in Europa ein. Besonders interessiert war er an den Veränderungen in den Kirchen der westdeutschen EKD. 1984 widmete er gemeinsam mit dem damaligen Präsidenten der Evangelischen Kirche in Hessen und Nassau, Helmut Hild, einem deutsch-polnischen Buch zu den Versöhnungsbemühungen der bundesdeutschen und der polnischen Lutheraner ein Geleitwort.
Janusz Narzyński war Mitglied der Christlichen Friedenskonferenz (CFK), an deren V. und VI. Allchristlichen Friedensversammlung (ACFV) er 1978 bzw. 1985 in Prag beteiligt war. Die VI. ACFV wählte ihn auch in ihren Ausschuss zur Fortsetzung der Arbeit.
Narzyński war mit Barbara Enholc-Narzyńska verheiratet. Er starb an seinem 92. Geburtstag.

## Veröffentlichungen
- In memoriam Oskar Bartel. In: Lutherjahrbuch 65, 1998, ISSN 0342-0914 S. 7–10.
- Helmut Hild, Janusz Narzyński: Geleitwort. In: Uwe-Peter Heidingsfeld, Andrzej Wojtowicz (Hrsg.): Neue Bäume pflanzen: Versöhnungsbemühungen zwischen dem Polnischen Ökumenischen Rat und der Evangelischen Kirche in Deutschland. Evangelisches Verlagswerk, Frankfurt 1984, ISBN 978-3-7715-0215-7, S. 7f.

### Als Übersetzer
- Marcin Luter. Von Franz Lau. Wyd. Zwiastun, Warschau 1966, DNB 578083752.
Original: Luther. de Gruyter, Berlin, 1959, DNB 452722489